# Csabai Krisztina
Csabai Krisztina (Budapest, 1972–) magyar pszichológus, a Pázmány Péter Katolikus Egyetem Bölcsészet- és Társadalomtudományi Kar Fejlődés- és Klinikai Gyermeklélektan Tanszékének egyetemi tanársegéde, a Magyar Pszichológiai Társaság Klinikai Pszichológia Szekció titkára.

## Szakmai pályafutása
2010-ben kapta meg pszichológus diplomáját a Pázmány Péter Katolikus Egyetemen. Jelenleg ugyanezen egyetem Bölcsészet- és Társadalomtudományi Karán belül a Pszichológia Intézet Fejlődés- és Klinikai Gyermeklélektan Tanszéken egyetemi tanársegéd. 2008 és 2011 között a Pázmány Péter Katolikus Egyetem BTK Pszichológia Intézetének Fészekrajz kutatási programjában vett részt. 2009 áprilisában a XXIX. OTDK-n az Országgyűlés elnökének Különdíját kapta meg, Az anorexia lélektana az anya-gyerek kapcsolat tükrében című munkájáért. 2009 és 2010 között a Pázmány Péter Katolikus Egyetem BTK Pszichológia Intézetének egy újabb kutatási programjában vett részt, a Fejlődési rizikóval született és egészséges csecsemők komplex pszichológiai vizsgálatában. Oktatási területe a fejlődéslélektan, a korai táplálás pszichológiája, az anyai és apai identitás, az evészavarok és a személyiségfejlődés. Kutatási területei közé tartozik az evészavarok gyermekkorban, anyai testképzavar és korai táplálás, valamint az interakció és testképzavarok.

## Előadások
- SZÜLETÉS HETE RENDEZVÉNYSOROZAT

PPKE BTK PSZICHOLÓGIAI INTÉZET, PILISCSABA, 2007. MÁJUS Szülés, mint módosult tudatállapot
- II. MEZ KONGRESSZUS, 2008. SZEPTEMBER, BUDAPEST

Anorexia lélektana az anya-gyerek kapcsolat tükrében.
- III. MEZ KONGRESSZUS, 2010. szeptember 18. Budapest

Csabai Krisztina, Szabó Pál, Hámori Eszter
1. A hányástól való félelem, mint az evés elutasításának eszköze
2. "Hiánytér" - a családi kapcsolatok jellegzetességei anorexia nervosában
- TEST ÉS LÉLEK KONFERENCIA, 2012. március 12. Pécs

Hámori Eszter, Csabai Krisztina
A kötődési kapcsolat dinamikája gyermekkori pszichoszomatikus zavarokban: Kutatások a Madárfészekrajzzal.
- MPT XXI. ORSZÁGOS TUDOMÁNYOS NAGYGYŰLÉSE, Szombathely, 2012. május

Sági Zsuzsanna, Vass Zoltán, Hámori Eszter, Csabai Krisztina: Projektív fészekrajzok egy hátrányos helyzetű térség gyermekeitől.
- IV. MEZ Kongresszus, 2012. szeptember 10., Pécs

Csabai Krisztina, Szabó Pál, Hámori Eszter Anorexiás gyerekek korai táplálásának jellegzetességei az anyai élményvilág tükrében.
- MPT XXII. Országos Tudományos Nagygyűlése, 2013. június 5-7., Budapest

Szimpózium szervezése (Sz38): Madárfészekrajz - Kötődés kutatások a Pázmányon.
Szervező: Csabai Krisztina Diszkutáns: Nagy László

## Publikációk
- Djuroska K., Hámori E., Pászthy B. (2008) Anorexia lélektana az anya-gyerek kapcsolat tükrében. In.: Psychiatria Hungarica. XXII. évf. 2008/Supplementum
- Djuroska, K., Hámori, E., Pászthy B. (2009) A kötődési kapcsolat dinamikája anorexia nervosában. In.: Gyermek- és Serdülő Pszichoterápia, IX/1.
- Hámori E., Djuroska K. (2009) A kötődés projektív vizsgálata felnőtteknél – A fészekrajz. “Kutatás és terápia metszéspontjai” konferencia. PPKE BTK Pszichológiai Intézet, Piliscsaba, 2009. október 29. Absztraktkötet, 57. o.
- Djuroska, K., Pászthy, B. (2010) „Van otthon egy madaram! – Münchausen by proxi szindróma anya-gyermek kapcsolati dinamikája esetbemutatással. In. (szerk) Hámori E. Kutatás és terápia metszéspontjai – Várandósságtól a felnőttkorig. PPKE, BTK
- Hámori, E., Djuroska, K. Unoka, Zs. Nagy, L. (2011) Kapcsolati zavarok és kötődés – A Madárfészekrajz többdimenziós kódrendszere és klinikai alkalmazása. LÉLEKELEMZÉS, VI: (2)
- Djuroska Kriszti, Hámori Eszter (2012) Álom, fantázia és kreativitás a Madárfészekrajzokban: A Madárfészekrajz diagnosztikai és terápiás felhasználása. LÉLEKELEMZÉS VII:(1) pp. 97–116.
- K. CSABAI, P. SZABÓ, E. HÁMORI, B. PÁSZTHY (2012) EARLY FEEDING CHARACTERISTICS OF ANOREXIC CHILDREN IN THE VIEW OF MATERNAL EXPERIENCES. 20TH INTERNATIONAL CONGRESS OF EATING DISORDERS, ALPBACH, AUSTRIA, 18-22. OCT. 2012 (BEST POSTER PRESENTATION)
- BERTA J., CSABAI K. (2014) SZOCIALIZÁCIÓ GYERMEK ÉS SERDÜLŐKORBAN. ELAKADÁSOK, ZAVAROK ÉS KIBONTAKOZÁS. EGYETEMI JEGYZET PPKE BTK, BUDAPEST, ISBN 978-963-308-181-5